# Rei Kawakubo/Comme des Garçons Art of the In-Between
Rei Kawakubo/Comme des Garçons Art of the In-Betweenn — выставка Института костюма нью-йоркского Метрополитен-музея, проходившая с 4 мая по 4 сентября 2017 года, посвящённая творчеству художника-модельера Рей Кавакубо и созданному ей бренду Comme des Garçons.. Куратором выставки стал Эндрю Болтон, который лично работал с Кавакубо при выборе работ для экспозиции. В экспозицию вошли 140 женских нарядов, созданных дизайнером в период с начала её карьеры до 2017 года.

## Содержание выставки
В интервью для журнала Vogue Эндрю Болтон заявил, что решил стать куратором выставки, поскольку «одежда [от Рей Кавакубо] говорит сама за себя». Для создания экспозиции выставки понадобился год. И Болтон, и Кавакубо заявили, что выставка не является ретроспективой работ последней, исследование «переходных состояний» её вещей. Выставка стало первой со времён 1983 года экспозицией, посвящённой живущему художнику-модельеру. Изначально Рей Кавакубо хотела, чтобы выставка представляла только работы из её последних семи коллекций и называлась бы «Искусство модернистки».
Экспозиция развивалась вокруг 17 «бинарных тематик», определённых Болтоном; Кавакубо в своих работах разрушает воображаемые стены между этими дуализмами, раскрывая их искусственность и надуманность:
- 1. Отсутствие/Присутствие
- 2. Дизайн/Не дизайн
- 3. Мода/Антимода
- 4. Образец/Множество
- 5. Высоко/Низко
- 6. Тогда/Сейчас
- 7. Я/Другие
- 8. Объект/Субъект
- 9. Одежда/Не одежда
- 9.1 Форма/Функция
- 9.2 Абстракция/Представление
- 9.3 Красота/Гротеск
- 9.4 Война/Мир
- 9.5 Жизнь/Потеря
- 9.6 Факт/Вымысел
- 9.7 Порядок/Хаос
- 9.8 Ограничение/Свобода

Пространство было разделено на две секции, в одной были представлены работы Кавакубо со старта её карьеры в 1979 году до 2014 года, когда она заявила, что больше не будет заниматься дизайном одежды. Вторая часть посвящена работам с 2015 по 2017 годы. По просьбе Рей Кавакубо в экспозицию не вошли работы 1970-х годов и вещи из коллекции Любопытство 2007 года. Для зрителей была создана бесплатная брошюра с обозначением тематики работ и цитатами Рей Кавакубо, поскольку она не захотела помещать какие-либо лейблы на стены, которые могли бы повлиять на восприятие зрителей.

## Отзывы
Рецензент издания The New York Times Роберта Смит посчитала, что большое количество вещей, представленных на выставке «дизориентирует» зрителей, тем не менее она положительно отозвалась о планировке выставки, охарактеризовав её как имеющую «игривую нестабильность», которая дополняет эксцентричные дизайны Кавакубо. В отзыве от издания USA Today говорится, что для получения удовольствия от выставки не обязательно быть знатоком моды, но при этом «Можно увязнуть в острых философских вопросах, которые Кавакубо задаёт в своих работах, например, таких, как дуализм отсутствия и присутствия. При этом также возможно и наслаждаться более поверхностной зарядкой для мозга: является ли это искусством или одеждой? Является ли одежда искусством?». В отзыве от издания The Daily Beast говорится, что экспозиция представляет собой «архитектурный лабиринт», где зрители «ищут шифр для поиска сокровищ», и именно эта выставка «рушит барьеры между искусством и модой».